# Vozera Mjadzesna
Vozera Mjadzesna (vitryska: Возера Мядзесна) är en sjö i Belarus.   Den ligger i voblasten Vitsebsks voblast, i den nordöstra delen av landet, 260 km nordost om huvudstaden Minsk. Vozera Mjadzesna ligger 148 meter över havet. Arean är 1,0 kvadratkilometer. Den sträcker sig 2,8 kilometer i nord-sydlig riktning, och 1,7 kilometer i öst-västlig riktning.
I omgivningarna runt Vozera Mjadzesna växer i huvudsak blandskog. Runt Vozera Mjadzesna är det glesbefolkat, med 10 invånare per kvadratkilometer.